# Gabriel Woyna
Gabriel Woyna lub Wojna herbu Trąby (zm. 1 stycznia 1615 roku) – sekretarz króla Stefana Batorego, od 1585 roku pisarz wielki litewski, od 1589 roku podkanclerzy litewski, starosta merecki, pieniański i opeski.
Był synem kasztelana mścisławskiego Macieja.